# Cesta do Říma
Cesta do Říma je česko-polský film režiséra Tomasze Mielnika z roku 2015, jedná se o jeho celovečerní debut. Světovou premiéru měl na festivalu v Karlových Varech.

## Obsazení
| Václav Hrzina      | Václav               |
| Berenika Kohoutová | Zrzka                |
| Nina Divíšková     | babička              |
| Marek Vajchr       | průvodce             |
| Michal Kolínek     | číšník / prodavač    |
| Jan Englert        | doktor               |
| Miroslav Donutil   | komisař              |
| Johana Švarcová    | policistka           |
| Juraj Herz         | antikvář             |
| Jiří Najvert       | antikvářův syn malý  |
| Zdeněk Hudeček     | antikvářův syn velký |
| Igor Chmela        | kněz v taxíku        |
| Petr Slavík        | Felix                |
| Igor Bareš         | Felixův otec         |
| Martin Krátký      | mladý Felix          |
| Jan Turner         | šilhavý mnich        |
| Ernesto Čekan      | průvodčí             |
| Tomáš Hanák        | oční lékař           |
| Ivana Uhlířová     | paní s pejskem       |

## Recenze
- Martin Svoboda, Aktuálně.cz
- František Fuka, FFFilm